# Contea di Carsoli
La contea di Carsoli fu un dominio feudale esistito tra il XII secolo e i primi anni del Cinquecento assumendo alla fine del XIII secolo, in seguito alla decadenza di Carsioli il nome ufficiale di contea di Tagliacozzo. Era situata nella piana del Cavaliere e in alcune aree limitrofe del settore occidentale della regione storico-geografica abruzzese della Marsica.

## Storia

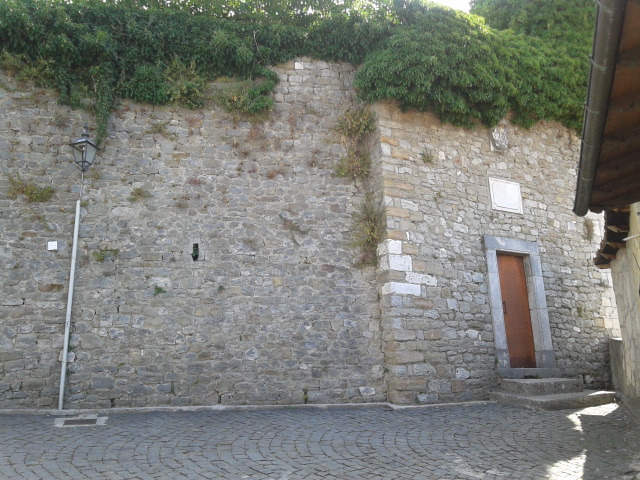
Accesso al castello di Carsoli

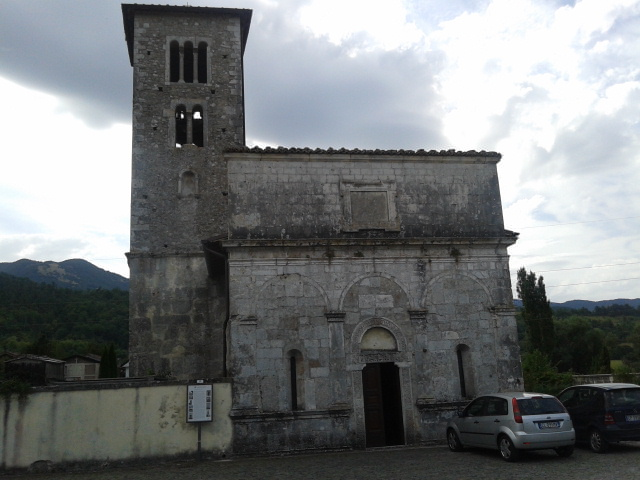
Chiesa di Santa Maria in Cellis

Con l'avvento dei Normanni nell'Italia meridionale, Ruggero II d'Altavilla ottenne l'annessione della contea dei Marsi e del Cicolano al Regnum Siciliæ approfittando anche delle lotte di potere interne alla casata dei Berardi. Il vasto dominio feudale venne così diviso, tra il 1143 e il 1150, nelle tre contee normanne di Albe, Carsoli e Celano con il fine di indebolire il più possibile la politica espansionistica degli ambiziosi conti dei Marsi. Il primo conte di Carsoli fu Oderisio Berardi (che in alcuni documenti è attestato come "Odorisio") che fece riattivare la preesistente torre di avvistamento situata sul colle Sant'Angelo. Attorno alla fortificazione carseolana si sviluppò gradualmente il centro medievale di Celle, la parte antica della contemporanea Carsoli, nonché toponimo medievale (Celle Carsolarum) che richiama il nome dell'antica chiesa di Santa Maria in Cellis.
Successivamente con il fine di migliorare il controllo del territorio, posto al confine del Regno di Napoli con lo Stato Pontificio, il sito militare fu ampliato e adeguato a un vero e proprio castello, così come furono rafforzati i castelli di Oricola e Poggio Cinolfo e l'incastellamento di Colli di Monte Bove. Il castello carseolano, edificato a monte del borgo fortificato, fu considerato la principale sede del dominio feudale della Marsica occidentale comprendente la valle di Nerfa e i piani Palentini.
Con il predominio indiscusso della famiglia De Ponte e la decadenza dell'antica Carsioli la sede comitale tra il 1165 e i 1190 fu spostata nella vicina Tagliacozzo, città in fase di ascesa economica e demografica. 
Il 23 agosto 1268 si svolse nei piani Palentini, tra Albe e Scurcola, la battaglia di Tagliacozzo che fu combattuta tra i ghibellini di Corradino di Svevia e gli Angioini di Carlo I d'Angiò, di parte guelfa. Questi ultimi, vincendo la contesa decisiva, causarono la caduta definitiva degli Svevi dal trono imperiale e da quello di Sicilia.
Alla fine del XIII secolo, con l'arrivo degli Orsini nuovi signori del feudo, la contea assunse ufficialmente il nome di "contea di Tagliacozzo". Tra il 1409 e il 1410 i feudatari ottennero di aprire a Tagliacozzo una delle prime zecche dell'Abruzzo nella quale venne coniato il bolognino e forse anche la moneta di rame del cavallo.
La contea fu governata, oltre dalla nobile famiglia degli Orsini, dai Caldora per un breve periodo e a cominciare dagli ultimi anni del XV secolo, in modo stabile a Tagliacozzo e Albe, dai Colonna appoggiati da alcune consorterie familiari e famiglie nobili del luogo come i Vetoli.
Nei primi anni del Cinquecento con la nascita del ducato di Tagliacozzo, ufficialmente riconosciuto dal sovrano di Napoli Ferdinando III, il Carseolano, la cui ex contea fu inglobata nella nuova unità amministrativa feudale, fu elevato a baronia. Nel possesso del territorio di Carsoli ci fu il ritorno degli Orsini che lo governarono tra il 1528, anno della vittoriosa battaglia di Magliano de' Marsi, e il 1559. A questi successero stabilmente i Colonna, grazie all'appoggio militare del capitano di ventura Giovanni Battista De Leoni, la cui famiglia detenne i feudi di Luppa e Val de' Varri, e al perdono loro concesso da Papa Pio IV, dopo la fedeltà giurata al nuovo pontefice da Marcantonio II Colonna.